# Ужин в Эммаусе (Караваджо, Милан)
«Ужин в Эммаусе» (итал. Cena in Emmaus) — картина итальянского художника Караваджо, выставленная в 29-м зале Пинакотеки Брера в Милане.
Картина была написана в имении герцога Марцио Колонна в Палестрине или Дзагароло вскоре после бегства Караваджо из Рима в связи с обвинением в убийстве в мае 1606 года. Также возможно, что она была написана годом ранее в Риме, так как лицо и поза служанки на картине почти в точности копируют образ Святой Анны с картины «Мадонна со змеёй», созданной в 1605 году. Хотя не исключено, что художник писал её полностью по памяти. «Ужин в Эммаусе» упоминается ранними биографами Караваджо Джулио Манчини и Джованни Пьетро Беллори. Она хранилась в коллекции маркиза Патрици с 1624 года и, вероятно, была заказана им же.

Ужин в Эммаусе, 1602

Караваджо изображает кульминационный эпизод популярного в XVII веке сюжета о явлении Христа двум ученикам на третий день после Распятия, описанный в Евангелии от Луки (24:13—32). Два ученика по пути из Иерусалима в Эммаус встречают незнакомца, который спрашивает, отчего они печальны. Ученики, удивлённые его неведением, рассказывают об осуждении и казни Иисуса. Тогда незнакомец «…начав от Моисея, из всех пророков изъяснял им сказанное о Нем во всем Писании». Ученики приглашают его разделить с ними ужин. Христос, преломив хлеб и благословив их, был узнан, но тут же «…стал невидим для них».

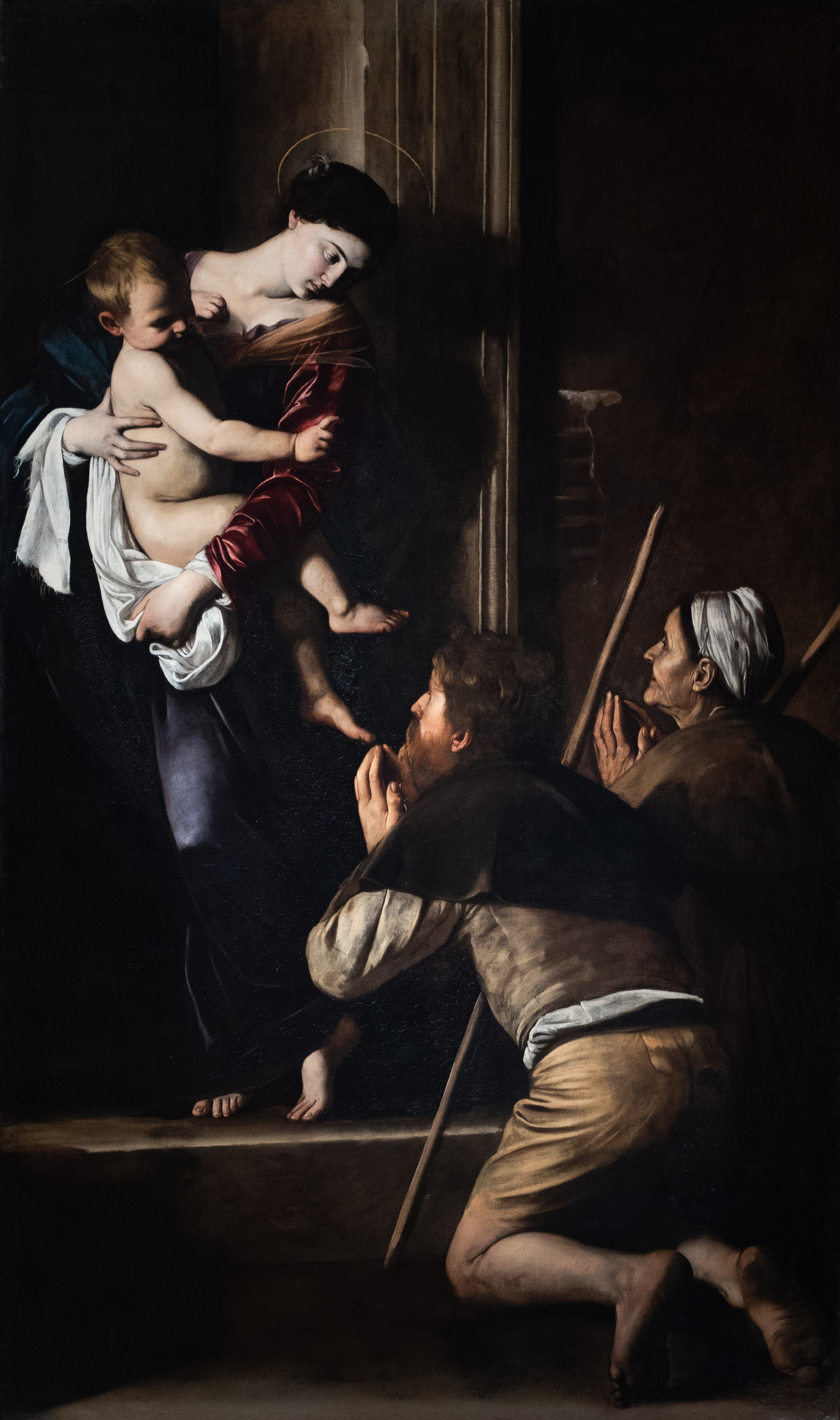
Богоматерь паломников, 1604

В отличие от более раннего «Ужина в Эммаусе», выставленного в настоящее время в Лондоне, в этой картине композиция проще, жесты действующих лиц сдержаны, отсутствуют яркие пятна, стиль художника стал более мрачен. Образ Христа решён менее радикально — теперь он напоминает Христа из «Тайной вечери» Леонардо да Винчи. Караваджо интересует прежде всего психологическая характеристика персонажей. Христос показан человеком среднего возраста со следами страстей на лице. Он только что разломил и благословил хлеб, а ученики, узнавшие его, потеряли дар речи. Трактирщик и пожилая служанка оказались невольными свидетелями произошедшего. Если на лондонской картине убранство стола более пышное, а на переднем плане расположена богатая корзина с фруктами, похожая на одноимённую работу художника 1599 года, то на миланской картине оставлен лишь скупой натюрморт с хлебом, кувшином и двумя простыми тарелками. Гамма «Ужина в Эммаусе» заметно упрощена, на фоне землистых цветов выделяется лишь голубая туника Христа. В картине недостаёт тщательности юношеских работ Караваджо, где подчёркнутая проработка деталей могла отвлекать от общего смысла. Здесь же простота стиля помогает привлечь внимание зрителя к сильной эмоциональной составляющей сюжета. Однако высочайшее мастерство художника выдают некоторые натуралистические детали, такие как контраст между молодой и нежной рукой Христа и обожжённой солнцем натруженной рукой ученика. 
Акцент также сделан и на простоте и бедности учеников, трактирщика и служанки, которые изображены с морщинистыми лицами и шеями. Это роднит «Ужин…» с алтарным образом «Богоматерь паломников», созданным двумя годами ранее.
Данной работой Караваджо начинает последний период своего творчества, характеризующийся тем, что персонажи картин становятся меньше, как бы освобождая место для окружающего пространства, а свет — более драматичным, мрачным и трагически мерцающим.
С 5 июня по 31 августа 2013 года «Ужин в Эммаусе» был выставлен в Музее искусств и ремесел в Загребе в качестве приветственного подарка итальянского правительства в связи со вступлением Хорватии в Европейский союз 1 июня 2013 года. В марте 2014 года «Ужин в Эммаусе» был предоставлен в аренду Гонконгскому обществу Азии для выставки под названием «Свет и тени – Караваджо. Мастер итальянского барокко». Общество также организовало другие произведения искусства и мероприятия для продвижения выставки в Пасифик-плейс, которая проходила с 12 марта по 13 апреля 2014 года.